# Колодищи (телерадиостанция)

## О мачте
Мачта находится в 15 км от Минска в г.п. Колодищи. Обеспечивает передачу ТВ и радиосигнала на Минск и Минскую область.
В связи с переходом Беларуси на цифровое ТВ, 15 мая 2015 года мачта официально прекратила вещание аналогового ТВ на дециметровых волнах, а 17 июня 2015 года были отключены и метровые передатчики.
Телемачта в Колодищах имеет высоту более 350 метров, что на 26 метров выше Эйфелевой башни в Париже. Этот факт зафиксирован также на информационном стенде высотной площадки Эйфелевой башни.

## Контакты
Минский район, г.п. Колодищи, ул. Минская, 1.

## Телеканалы и радиостанции, передаваемые башней

### Цифровое ТВ
| Телеканал | Частотный канал | Мощность (кВт)  | Покрытие (км)   |  |
| В формате DVB-T | В формате DVB-T | В формате DVB-T | В формате DVB-T |  |
| --- | --------------- | --------------- | --------------- |  |
| Пакет «Региональный» СООО «КОСМОС ТВ» (платный). В тестовом режиме бывает открытый доступ.                                     | 29              | 1               | 60              |  |
| 1-й мультиплекс (бесплатный): Беларусь 1, Беларусь 2, Беларусь 3, ОНТ, СТВ, РТР-Беларусь, НТВ-Беларусь, МИР, Белорусское радио | 48              | 1               | 56              |  |
| В формате DVB-T2 |                 |                 |                 |  |
| 2-й мультиплекс под брендом Эфирная ZALA (платный)                                                                             | 32              | 1               | 48              |  |
| 3-й мультиплекс под брендом Эфирная ZALA (платный)                                                                             | 33              | 1               | 45              |  |
| 4-й мультиплекс HD каналы (бесплатные) Беларусь 1,Беларусь 2,Беларусь 3,Беларусь 5,НТВ Беларусь                                | 27              | 1               | 60              |  |

Поляризация-горизонтальная

### Радиостанции

#### УКВ
| Название          | Частота, МГц | Мощность (кВт) | Покрытие (км) |
| ----------------- | ------------ | -------------- | ------------- |
| Культура          | 70,50        | 4              | 74            |
| Белорусское радио | 71,33        | 4              | 76            |
| Радиус-FM         | 72,11        | 4              | 74            |
| Столица           | 72,89        | 4              | 76            |

#### FM
| Название                    | Частота, МГц                            | Мощность (кВт) | Покрытие (км) |
| --------------------------- | --------------------------------------- | -------------- | ------------- |
| Радыё Relax                 | 87,5                                    | 1              | 55            |
| Народное радио              | 87,9                                    | 1              | 55            |
| Радио Минск                 | 92,4                                    | 2              | 50            |
| Европа Плюс (до 01.01.2024) | 92,8                                    | 0,5            | 53            |
| Юмор FM Минск               | 93,7                                    | 2              | 52            |
| Легенды FM                  | 94.1                                    | 1              | 40            |
| Ретро                       | 96, 9                                   | 1              | 74            |
| Минская волна               | 97,4                                    | 2              | 50            |
| Новое радио                 | 98,4                                    | 2              | 51            |
| Русское радио               | 98,9                                    | 2              | 71            |
| UNISTAR                     | 99,5                                    | 2              | 98            |
| Energy                      | 100,4                                   | 1,5            | 49            |
| Пилот FM                    | 101,2                                   | 2              | 61            |
| Центр ФМ                    | 101,7                                   | 2              | 50            |
| Радио РОКС                  | 102,1                                   | 1              | 97            |
| Радио Компас FM             | 102,5                                   | 1              | 45            |
| Культура                    | 102,9                                   | 1              | 45            |
| Радиус-FM                   | 103,7                                   | 4              | 72            |
| Супер FM                    | 104,6                                   | 2              | 72            |
| Радио «Столица»             | 105,1 Вещание с ул. Коммунистическая, 6 | 1              | 37            |
| Душевное радио              | 105,7                                   | 2              | 52            |
| Белорусское радио           | 106,2                                   | 2              | 98            |
| Радио «Мир»                 | 107,1                                   | 4              | 68            |
| Альфа радио                 | 107,9                                   | 2              | 63            |